# Antillia

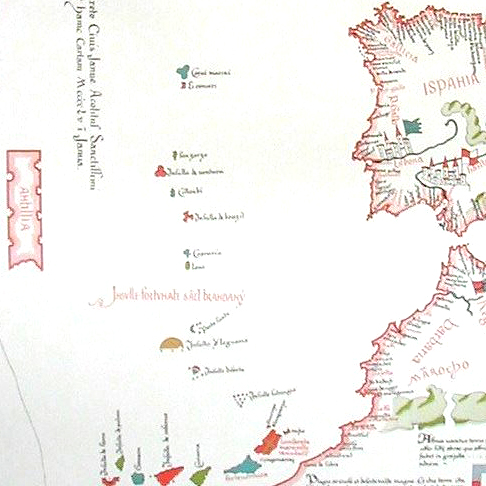
Mapa de Bartolomeo Pareto, 1455, amb l'illa Antillia a l'oest.

Antillia o Antilia és una mítica illa que quedaria en algun indret indeterminat de l'oceà Atlàntic, a l'oest d'Espanya. Aquesta illa rebia altres noms com ara Illa de les Set Ciutats, Ilha das Sete Cidades (portuguès), Septe Cidades, Sant Brandan (o Sant Brendan)... Antillia també s'ha relacionat amb una de les Illes Afortunades.
L'origen del nom és bastant incert. L'etimologia més antiga suggerida el connecta amb l'Atlàntida de la qual es va ocupar Plató al Timeu, mentre escriptors posteriors es van esforçar a fer-lo derivar de la paraula llatina anterior: ante-i(n)s(u)la (és a dir, com l'illa a què s'arribaria "abans" de Cipango), o de la Ŷezirat Tennyn, (Illa Drac), dels geògrafs àrabs.
Sigui com sigui, aquesta illa fabulosa va donar nom després de 1492 a l'extens arxipèlag caribeny de les Antilles.

## Antillia a la cartografia medieval
L'illa d'Antilia es troba indicada en cartes de navegació i mapamundis del segle xv. La seva primera aparició en un mapa, conservat a la biblioteca de Weimar, data de 1424. També apareix en l'Atles d'Andrea Bianco de 1448; en les reconstruccions del suposat mapa de Paolo Toscanelli de 1468, un dels que es pensa podria haver conegut Cristòfor Colom per haver situat Àsia a l'oest i a no gaire distància d'Europa, amb l'illa d'Antilia entre els dos continents; i en el globus de 1492 de Martin Behaim, cartògraf alemany al servei del rei de Portugal.

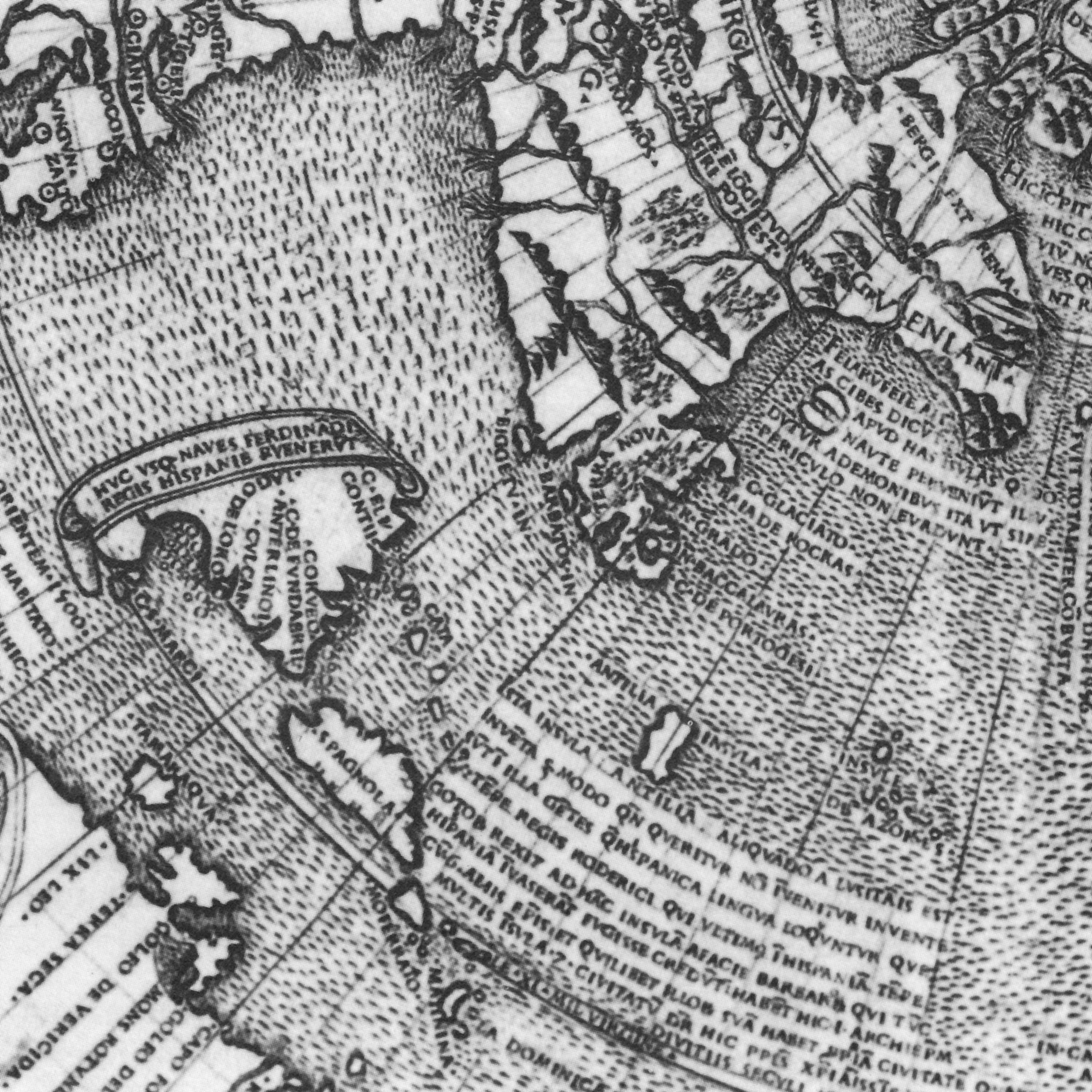
Detall del planisferi de Ruysch, amb Groenlàndia, Terranova, «Antilia» i Cuba.

Al globus de Behaim, que també incloïa altres illes fantàstiques, com la de Sant Brandan, Antilia va acompanyada d'una llegenda on se la identifica amb l'illa de les Set Ciutats :
| « | "Segons s'explica, el 734 després del naixement de Crist, quan tot Espanya resultà conquerida pels pagans d'Àfrica, va ser poblada l'illa d'Antilia, anomenada Septe citade, per un arquebisbe de Porto (Portugal), acompanyat de sis bisbes i altres cristians, homes i dones, que van escapar d'Espanya embarcats. El 1411 un vaixell espanyol va arribar fins a aquesta illa". | » |

L'illa encara figura en mapes posteriors al descobriment d'Amèrica per Colom, com el mapa de Piri Reis, i molt especialment en el planisferi de Johann Ruysch, Universalior Orbis cognitiu Tabula (mapa de tot el món conegut), publicat el 1507 al costat d'una nova edició de la Geographia de Ptolemeu, que va aconseguir en el seu moment molta repercussió. Ruysch situava «Antilia» al sud-est de Groenlàndia, amb una extensa llegenda en la que explicava la història de l'illa de les Set Ciutats: «Aquesta illa d'Antilia ha estat descoberta pels portuguesos. Amb tot, quan se la busca és impossible trobar-la. En aquesta illa viuen homes que parlen espanyol, i que en temps del regnat del rei Rodrigo van haver de fugir dels bàrbars que assolaven Espanya. Aquí tenen la seu un arquebisbe i sis bisbes, cada un d'ells al capdavant de la seva pròpia ciutat. En conseqüència sol ser anomenada "les Set Ciutats". Els habitants viuen piadosament i gaudeixen de totes les riqueses d'aquest segle».
Llegenda o relat històric, el rei Alfons V de Portugal va enviar el 1475 una expedició sota el comandament del capità Fernão Teles amb la missió de localitzar-la. El 1486 fou el seu successor, Joan II, qui va encarregar una nova missió a Ferdinand van Olm, un flamenc establert a les Açores i conegut amb el nom de Fernão Dulmo.